# Aardolie

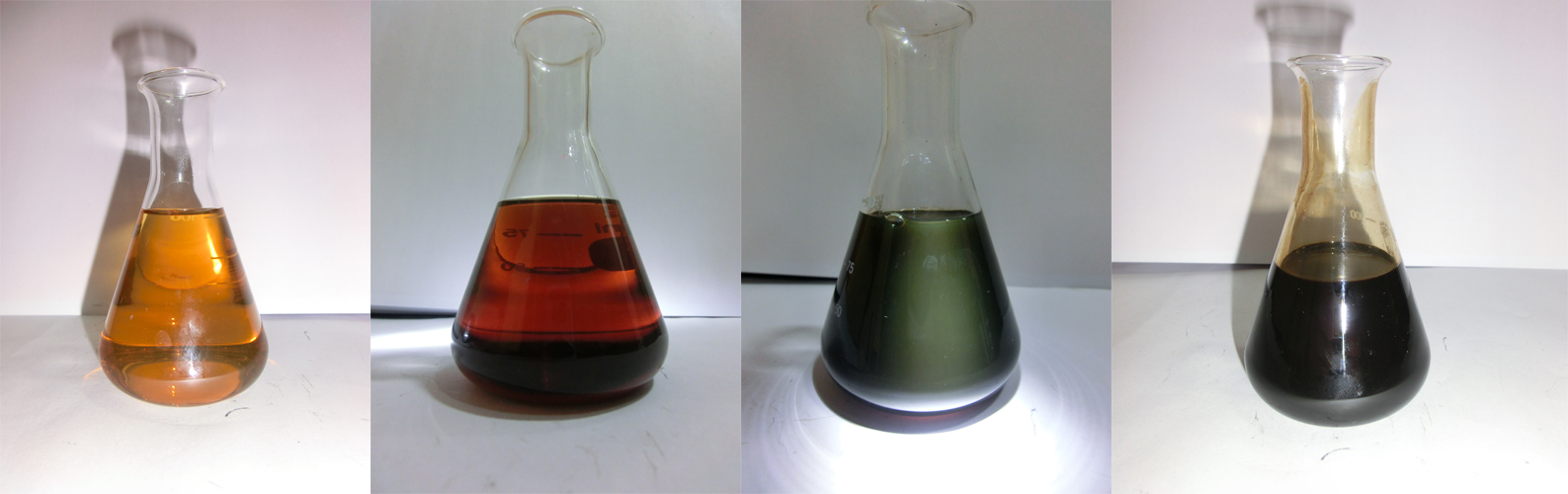
Aardolie uit verschillende gebieden

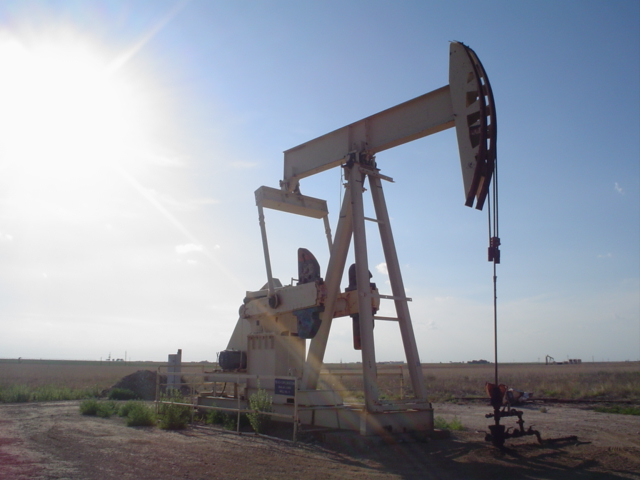
Jaknikker, een instrument voor oliewinning uit lagedrukolievelden

Aardolie, ruwe olie, soms aangeduid als petroleum, is, naast onder andere aardgas, een van de fossiele brandstoffen. Aardolie is een brandbare vloeistof, bestaande uit een mengsel van koolwaterstoffen dat over miljoenen jaren is ontstaan uit organische mariene resten die zich op de zeebodem van destijds hadden afgezet, met name afgestorven plankton. Het is als meest verhandelde commodity van groot belang voor de wereldeconomie, evenals de producten die via raffinage en kraken uit de aardolie worden verkregen. Als belangrijkste mondiale bron van energie is aardolie van groot strategisch belang, wat versterkt wordt door het beperkt aantal winplaatsen, waarvan een deel dan ook nog in politiek minder stabiele gebieden ligt.
Aardolie bevat de volgende categorieën koolwaterstoffen: alkanen (paraffinen), cycloalkanen (naftenen), aromaten en bitumen. Door de verwerking in de petrochemische industrie worden deze gescheiden in fracties, waaronder benzine, smeerolie, diesel en stookolie. Naast brandstoffen worden er ook grondstoffen voor allerlei kunststoffen van gemaakt. Ook de fijnchemie gebruikt aardolie als grondstof, onder andere voor medicijnen. Bijna elke organische stof die gebruikt wordt in het dagelijks leven wordt gewonnen of gesynthetiseerd vanuit een organische verbinding die is betrokken uit aardolie.
Het verbruik van aardolie is vooral vanaf de jaren vijftig van de twintigste eeuw enorm toegenomen en mede verantwoordelijk voor de wereldwijde hoogconjunctuur na de Tweede Wereldoorlog (de "wederopbouw"). Gaandeweg is echter ook het besef gegroeid dat dit gepaard gaat met milieuverontreiniging en klimaatverandering. Daarnaast is er de zorg dat de voorraad olie eindig is en dat de piek bereikt wordt.

## Ontstaan
In tegenstelling tot steenkool en bruinkool, die in een moerassige omgeving werden gevormd, vormde de voorloper van aardolie, het kerogeen of aardwas, zich op de zeebodem. Die zeebodem was zeer zuurstofarm, waardoor de bezinkende organismen niet volledig konden worden verteerd door aaseters of bacteriën. Zo vormde zich, ten gevolge van gedeeltelijke afbraak van de organische materie door anaerobe bacteriën, het kerogeen, dat bijvoorbeeld te vinden is in teerzanden en posidoniaschalie. Als de kerogeenbevattende sedimenten later diep begraven werden onder andere sedimenten, kon de temperatuur oplopen tot 100 graden Celsius. In dat geval werd het kerogeen omgezet in aardolie. Bij nog hogere temperaturen werd het omgezet in aardgas. Aardolie of aardgas is veel lichter dan steen en water, dus de fossiele brandstof werd, als het bovenliggende gesteente poreus genoeg was, naar boven gedrukt. Vaak stuitte de opwellende aardolie of het omhoogkomende aardgas dan uiteindelijk op een ondoordringbare laag, waar het zich ophoopte.
In theorie kan een verwaarloosbaar klein deel van de aardolie een niet-fossiele (niet-organische) oorsprong hebben: zogenaamde abiotische olie.

## Chemische samenstelling
| Element   | Massapercentage |
| --------- | --------------- |
| koolstof  | 80–87           |
| waterstof | 10–14           |
| stikstof  | 0,2–3           |
| zuurstof  | 0,05–1,5        |
| zwavel    | 0,05–6          |

De samenstelling van ruwe olie of crude verschilt per soort, maar kan meer dan honderd verschillende soorten koolwaterstoffen bevatten. Deze vallen in de categorieën alkanen (paraffinen), cycloalkanen (naftenen), aromaten en bitumen. Daarnaast bevat aardolie nog zouten, water, zwavel, stikstof, zuurstof en metalen (minder dan 1000 ppm). Veel oliereservoirs bevatten bovendien levende bacteriën, zoals blijkt uit DNA-profilering.

### Soorten aardolie

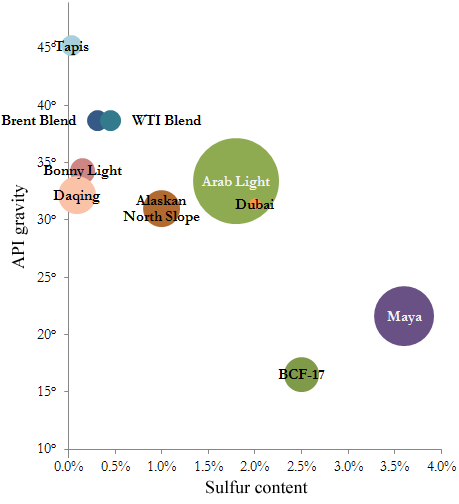
De belangrijkste marker crudes en hun relatieve productie. Horizontaal het zwavelgehalte, verticaal de dichtheid in graden API. Hoe hoger, hoe lichter de olie.

De verhoudingen waarin deze bestanddelen zich in de aardolie bevinden, bepalen de kenmerken van een crude:
- de dichtheid, vaak uitgedrukt in graden API:
  - light;
  - medium;
  - heavy;
- het zwavelgehalte, uitgedrukt in massapercentage (%m/m);
  - laag zwavelgehalte: sweet;
  - hoog zwavelgehalte: sour;
- paraffinegehalte;
- het vloeipunt, de temperatuur waarbij een vloeistof nog net vloeibaar is;
- de viscositeit;
- metaalgehalte;
- koolstofresidu na pyrolyse.

Een hoog zwavelgehalte is vaak ongewenst en om dit te verwijderen zijn aanvullende bewerkingen nodig in het raffinageproces. Sour crudes zijn dan ook vaak goedkoper dan sweet crudes. Zo is er ook meer vraag naar lichtere producten als benzine, zodat light crudes over het algemeen duurder zijn. Hoewel de vraag naar zware olie toeneemt door de grotere vraag naar dieselolie, geldt dat de prijs het hoogst is voor light sweet crudes als Brent en West Texas Intermediate (WTI).
Hoewel dit niet de soorten zijn met de hoogste productie, zijn het met Dubai en het OPEC-mandje wel de belangrijkste benchmarks. Aangezien deze prijzen onderling van elkaar verschillen is het onmogelijk om van dé olieprijs te spreken.

## Vindplaatsen

aardolie- en aardgasreservoir in een antiform

Oliewinning vindt vooral plaats door boringen in reservoirs. Hierin bevinden zich naast olie vaak ook gas, ook wel geassocieerd gas genoemd, dat is ontstaan uit sedimenten rijk aan organisch materiaal die in het geologisch verleden zijn gevormd.
Aardolie wordt gevonden op die plekken die aan verschillende voorwaarden voldoen:
- een moedergesteente (source rock). Dit gesteente produceert de olie die later migreert naar een reservoirgesteente;
- een reservoirgesteente (reservoir rock). Dit gesteente houdt de olie vast in de poriën of in scheuren van het gesteente;
- een afsluitingsgesteente (seal rock). Dit gesteente, doorgaans schalie of steenzout, is impermeabel en weerstaat de druk van de olie onder dit gesteente;
- een fuik (trap). De olie moet in het reservoirgesteente "gevangen" blijven zitten, anders migreert het naar boven en hoopt het zich niet op in het reservoir. Veel voorkomende traps zijn impermeabele breuken en antiformen;
- een rijpingsgeschiedenis (maturation history). De olie moet door druk en temperatuur uit het brongesteente zijn ontstaan. De meest ideale locatie hiervoor wordt een oil window genoemd en ligt rond de 1,5 tot 4 kilometer diep, waar een temperatuur van ongeveer 80 tot 110 °C heerst.

Op sommige plekken is de druk in het reservoir zo hoog dat bij het doorbreken van het afsluitingsgesteente (door een olieboring) de olie vanzelf uit de grond spuit. Op de meeste plekken moet de aardolie worden opgepompt. Op het land (onshore) wordt dit gedaan met jaknikkers of met krachtige pompen.

## Geschiedenis van de aardoliewinning

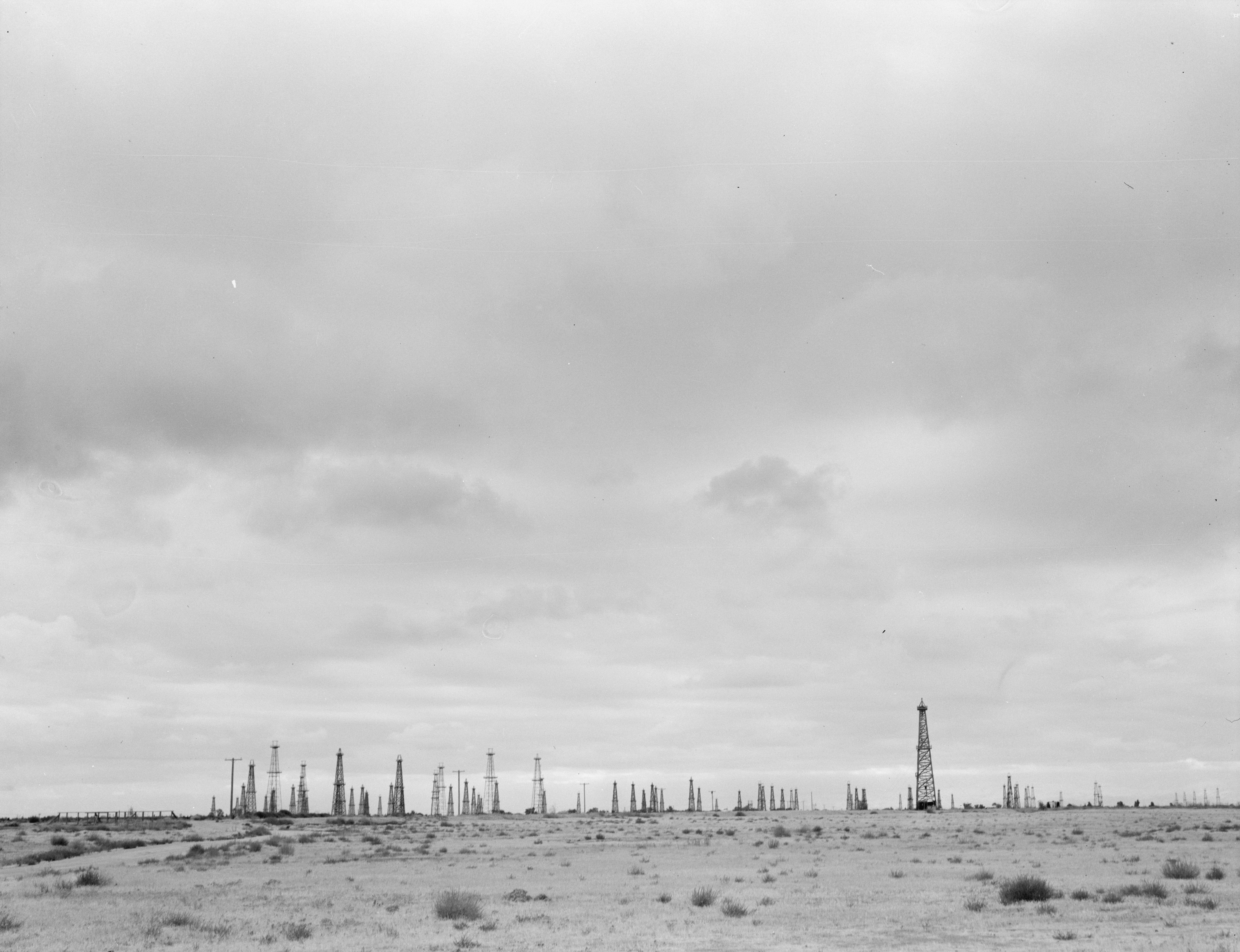
Olieveld in Californië, 1938.

In het Midden-Oosten was petroleum al bekend in de oudheid omdat het uit natuurlijke bronnen naar het aardoppervlak opborrelde. De teer werd gebruikt voor het waterdicht maken van schepen en huizen en de olie voor gebruik in olielampen. De Chinezen boorden in 340 al olieputten tot een diepte van 240 meter. Marco Polo beschreef in 1264 winning uit de oliebronnen in de omgeving van Bakoe. Waarschijnlijk werd de eerste commerciële winningsvergunning in Europa verstrekt aan de Poolse apotheker Ignacy Łukasiewicz die in 1854 een "oliemijn" opende in Bóbrka in de Subkarpaten. In eerste instantie werd aardolie verzameld die spontaan uit de grond opkwam, later werd hier de eerste boring geplaatst om het proces te versnellen.
De eerste moderne olieboring vond plaats in Canada in 1858 in Oil Springs in Ontario. Een jaar later werd olie aangeboord nabij Cleveland (Ohio), waar in 1870 Standard Oil werd opgericht. De Britten begonnen in 1867 met de oliewinning op Trinidad.
In de 20e eeuw verplaatste het centrum van de exploratie zich naar het Midden-Oosten. De grote oliebronnen in Iran leidden tot de oprichting van de Anglo-British Petroleum Company in 1908. In de bodem van Saoedi-Arabië werden in 1928 grote voorraden gevonden. Het grootste olieveld ter wereld, het Ghawarveld werd eveneens daar in 1948 ontdekt en in 1951 in productie genomen.
Aardolie dekt momenteel ongeveer 40% van de energiebehoefte van de mensheid. Aardgas en steenkool elk ongeveer 25%. Alle andere vormen van energie tezamen ongeveer 10%.

### Aardoliewinning in Nederland

Gewonnen ruwe olie in Nederland 1945-2022

In 1943 werd het aardolieveld van Schoonebeek ontdekt dat tot 1996 aardolie produceerde met jaknikkers. In 2011 werd de winning in Schoonebeek hervat, nu zonder jaknikkers, maar met nieuwe hoogrendementspompen. Er wordt ook niet alleen verticaal, maar ook horizontaal geboord om een groter oppervlak olie te bereiken. In 1953 werd winbare aardolie in West Nederland aangeboord, die nog steeds op bescheiden schaal gewonnen wordt. Sinds 1982 wordt er aardolie geproduceerd op het Nederlands deel van het continentale plat, dit gebied is nu de voornaamste leverancier van de ruwe olie die in Nederland wordt gewonnen.

### Aardoliewinning in Suriname

Historische aardoliewinning in Suriname

Aardolievelden in Suriname en Guyana

Op 13 december 1980 werd Staatsolie Maatschappij Suriname N.V. (Staatsolie) opgericht. Op 25 november 1982 startte officieel de eerste commerciële productie van aardolie in Suriname op het Tambaredjo-olieveld. De productie was een bescheiden 200 vaten per dag. In 1987 was de productie vertienvoudigd tot 2000 vaten per dag. In 2016 werd 17000 vaten per dag geproduceerd uit het Tambaredjo-olieveld, Calcutta-olieveld en Tambaredjo Noordwest. Olievondsten in 2015 offshore buurland Guyana leidden ook tot opsporingsactiviteiten in het Surinaamse offshoregebied. Op 8 januari 2020 kondigden Apache Oil en Total hier in blok 58 een "significante" vondst aan van olie en gascondensaat. Op 2 april volgde een tweede succesvolle boring. Op 29 juli volgde een derde vondst, Kwaskwasi-1, die als beste van de drie vondsten werd bestempeld. 14 januari 2021 werd een vierde ontdekking in put Keskesi East-1 bekendgemaakt. TotalEnergies kondigde op 20 november 2024 aan om in 2028 tot 220000 vaten per dag te gaan produceren uit de offshore olievelden in het Gran Morguproject. De aardoliereserves van Suriname stegen van 100 miljoen vaten in 2016 tot 2,4 miljard vaten in 2024.

## Recente nieuwe vondsten
Vooruitgang in de technologie, zoals diepzee- en Arctische exploratie en productie, maar ook technieken om hogere productie te verkrijgen uit bestaande olievelden, hebben tot gevolg dat er momenteel olie gevonden en geproduceerd wordt op plaatsen waar dat voorheen nog oneconomisch geacht werd of uit bronnen die beschouwd werden als bijna uitgeput.
Volgens een studie gepubliceerd door de USGS in 2008 zou zich onder het ijs van de Noordpool een voorraad van circa 90 miljard vaten aardolie, en 47 triljoen kubieke meter aardgas bevinden. Door de verbeterde bereikbaarheid van deze gebieden is men beter in staat een reële schatting te maken van de hoeveelheden. Nog onduidelijk is of men in staat is op basis van de huidige technieken deze olievoorraad te winnen. Daarnaast speelt het gevaar van milieuvervuiling een grote rol.
Voor de kust van Brazilië is begin 2008 een voorraad gevonden van ruim 33 miljard vaten. Buiten de 200-mijlszone is waarschijnlijk meer olie te vinden.
In oktober 2019 werd in Iran in de provincie Khuzestan een veld ontdekt met een reserve van 53 miljard vaten. Hierdoor kwam de reserve van het land op ruim 200 miljard vaten.

## Nieuwe exploitatietechnieken
| Voorraden olieschalie (miljarden vaten, schatting 2008) | Voorraden olieschalie (miljarden vaten, schatting 2008) |
| ------------------------------------------------------- | ------------------------------------------------------- |
| Noord-Amerika                                           | 2.100                                                   |
| Zuid-Amerika                                            | 82                                                      |
| Europa                                                  | 368                                                     |
| Afrika                                                  | 159                                                     |
| Midden-Oosten                                           | 38                                                      |
| Azië                                                    | 46                                                      |
| Oceanië                                                 | 33                                                      |

Naast conventionele olie is er ook onconventionele olie.
De winning van de olie opgeslagen in schalies is nog in een experimentele fase. Schalie is een verharde klei, ook wel kleisteen genoemd. De schalies waar genoeg organisch materiaal in zit worden olieschalies (Engelse term: oil shales) genoemd (zie ook: schaliegas). Het winnen van deze olie brengt hoge productiekosten en milieuschade met zich mee. De totale hoeveelheid olie in olieschalies in Noord-Amerika werd in 2008 geschat op 2100 miljard vaten (bijna tweemaal zoveel als de destijds bewezen wereldreserve aan winbare olie). 
Een andere soort onconventionele olie is de olie in de Canadese teerzanden. Er wordt geschat dat uit deze teerzanden minstens 1 biljoen (1000 miljard) vaten geproduceerd kunnen worden. Ook deze winning zal echter moeizaam zijn, want de teerzanden bevatten slechts enkele procenten kerogeen die tot aardolie kunnen worden getransformeerd.

## Olieprijs
De olieprijs wordt tegenwoordig vooral bepaald door de markt, al worden er ook contracten afgesloten waarbij dit niet het geval is. Voor ongeveer 1985-88 gold echter niet de prijs op de spotmarkt, maar een posted price, een officiële prijs die aanvankelijk door de grote oliemaatschappijen, de majors, werd bepaald. Hoewel dit de officiële prijs was, was dit over het algemeen niet de werkelijke prijs, omdat er vrijwel altijd een substantiële korting werd gegeven. In plaats van posted prices was er voor de jaren vijftig in het Midden-Oosten en Venezuela sprake van contracten waarvan de prijs slechts bekend was aan de verkoper en koper.
Een uitzondering was de Verenigde Staten waar veel onafhankelijke producenten waren, zogenaamde independents. Dit kon, doordat ondergrondse grondstoffen daar eigendom zijn van de grondeigenaar en niet van de overheid, zoals in de meeste landen. Door de vele partijen was hier wel sprake van concurrentie en werd de prijs bepaald door marktwerking. Na ernstige prijsdalingen na de ontdekking van het enorme Oost-Texasveld in 1930 werd de productie echter beperkt door staatscommissies met als belangrijkste de Railroad Commission of Texas, waardoor de prijzen stabiliseerden op een hoger niveau.
Door de Achnacarry-overeenkomst tussen de majors uit 1928 was de prijs van de olie uit de rest van de wereld aan die uit Texas gekoppeld. Hoewel de Verenigde Staten lang de grootste olie-exporteur waren geweest, werd na 1948 de binnenlandse consumptie zo hoog dat er geïmporteerd moest worden. Dat verstevigde de positie van de majors die in deze periode de nieuwe olievelden in het Midden-Oosten ontwikkelden. Hoewel de concurrentie beperkt was, was de prijs niet overdreven hoog.
Dit veranderde in de jaren zeventig toen de OPEC de rol van de majors overnam. Sterke prijsstijgingen traden op bij de oliecrisis van 1973, toen er een olieboycot werd ingevoerd tegen de landen die Israël direct hadden gesteund bij de Jom Kipoeroorlog, en de oliecrisis van 1979 na de Iraanse Revolutie. In de jaren tachtig daalde de vraag naar olie, terwijl het aanbod van buiten de OPEC steeg. Door het terugschroeven van de productie binnen de OPEC bleef de prijs echter op niveau. Saoedi-Arabië verloor in de rol van swing producer het meeste marktaandeel en eind 1985 besloot het dit ongedaan te maken. Het bood korte tijd ruwe olie aan volgens netback pricing waarbij de prijs werd gebaseerd op die van de geraffineerde olieproducten. Zelfs bij een dalende prijs bleef er daardoor voldoende marge voor de raffinaderijen, met een overaanbod als gevolg. Andere OPEC-landen volgden, waarop de prijzen meer dan halveerden. Veel dure olievelden zoals in de Verenigde Staten en de Noordzee waren niet langer rendabel en investeringen daar werden uitgesteld.
Het systeem van vooral door de OPEC opgelegde posted prices viel daarna om. In 1986 was Pemex het eerste staatsoliebedrijf dat de prijzen baseerde op de markt. Deze markt buiten de langdurige contracten was er altijd al geweest, maar was lange tijd slechts marginaal geweest. Tegen 1988 was dit echter de voornaamste methode van prijsstelling geworden en dit is het nog steeds.
Afgezien van kleine pieken bleef het prijsniveau gehandhaafd tot tegen de eeuwwisseling. Daarna begon een stijging die piekte rond de $145 in juli 2008. Met de kredietcrisis zette zich daarna een sterke daling in om in december zelfs de $30 te bereiken. Tot de zomer van 2014 is de olieprijs weer gestegen.

## Wereldvoorraden

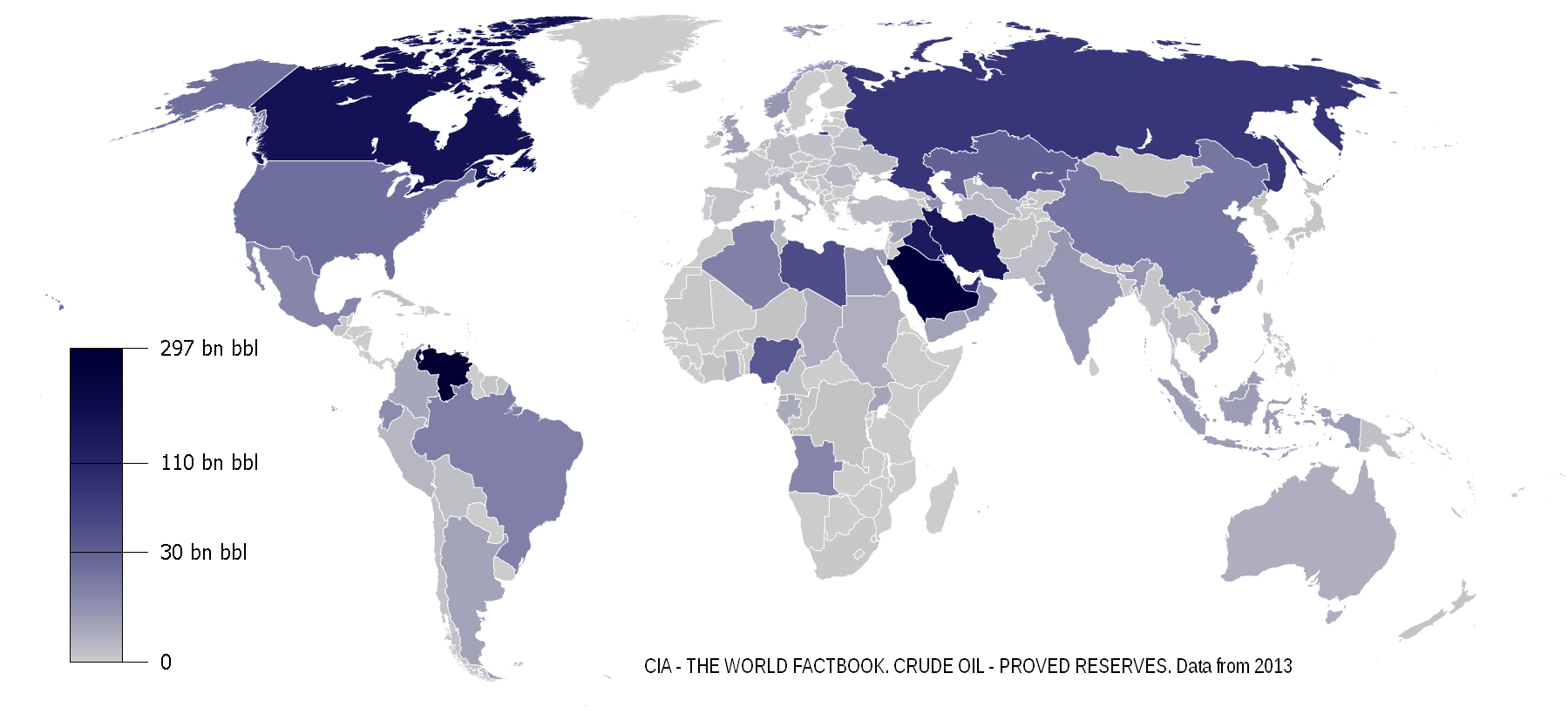
Bewezen aardoliereserves per land in 2009

De totale bewezen hoeveelheid winbare aardolie werd in 2006 door BP geschat op 1200 miljard vaten; in 2011 werd zij reeds geschat op 1471 miljard vaten door de U.S. Energy Information Administration.
Rond 2006 bevond zich van de toenmalige bekende voorraad 62% in het Midden-Oosten, in 2011 was dat 51%.
De reserves van Venezuela groeiden tussen januari 2010 en januari 2011 met 113 miljard vaten tot de huidige 211 miljard.
Saoedi-Arabië heeft nog altijd de grootste voorraad, gevolgd nu door Venezuela en Canada waarna vier andere landen in het Midden-Oosten volgen: Iran, Irak, Koeweit en de Verenigde Arabische Emiraten. Ook Rusland, Libië en Nigeria hebben grote voorraden. In West-Europa, dat relatief gezien kleine voorraden heeft, wordt aardolie onder andere gevonden in en rond de Noordzee.
| Bewezen olievoorraden naar regio | Bewezen olievoorraden naar regio | Bewezen olievoorraden naar regio |
| -------------------------------- | -------------------------------- | -------------------------------- |
| regio                            | 2011 (schatting)                 | 2011 (schatting)                 |
|                                  | miljarden vaten                  | % van wereld-voorraad            |
| Midden-Oosten                    | 753                              | 51                               |
| V.S. + Canada + Mexico + Chili   | 206                              | 13                               |
| Overig Amerika                   | 324                              | 16                               |
| Europese OESO-lidstaten          | 11                               | 1                                |
| Overig Europa+Azië               | 140                              | 10                               |
| Afrika                           | 124                              | 8                                |
| Totaal                           | 1471                             |                                  |

| Bewezen olievoorraden naar land | Bewezen olievoorraden naar land | Bewezen olievoorraden naar land | Bewezen olievoorraden naar land |
| ------------------------------- | ------------------------------- | ------------------------------- | ------------------------------- |
|                                 | land                            | 2009/'10/'11/'12                |                                 |
|                                 |                                 | miljarden vaten                 |                                 |
| 1                               | Saoedi-Arabië                   | 263                             |                                 |
| 2                               | Venezuela                       | 211                             |                                 |
| 4                               | Canada                          | 175                             |                                 |
| 3                               | Iran                            | 200                             |                                 |
| 5                               | Irak                            | 115                             |                                 |
| 6                               | Koeweit                         | 104                             |                                 |
| 7                               | Verenigde Arabische Emiraten    | 98                              |                                 |
| 8                               | Rusland                         | 60                              |                                 |
| 9                               | Libië                           | 46                              |                                 |
| 10                              | Nigeria                         | 37                              |                                 |
| 11                              | Kazachstan                      | 30                              |                                 |
| 12                              | Qatar                           | 25                              |                                 |
| 13                              | Verenigde Staten                | 21                              |                                 |
| 14                              | China                           | 15                              |                                 |
| 15                              | Brazilië                        | 13                              |                                 |
| 16                              | Algerije                        | 12                              |                                 |
| 17                              | Mexico                          | 10                              |                                 |
| 18                              | Angola                          | 10                              |                                 |
| 19                              | Azerbeidzjan                    | 7                               |                                 |
| 20                              | Ecuador                         | 7                               |                                 |
|                                 | 79 andere landen samen          | circa 85                        |                                 |

## Oliewinning en -verbruik, wereldwijd
De wereldvraag naar olie lag in 2012 op ongeveer 88,8 miljoen vaten per dag. Daarvan verbruikte de VS 26 procent en West-Europa ruim 15 procent. China neemt inmiddels bijna 11 procent van de wereldvraag naar olie voor z'n rekening. In 2018 was het verbruik toegenomen tot 97 miljoen vaten per dag. Het IEA voorspelt in haar jaarlijkse World Energy outlook dat de vraag naar olie nog lang zal blijven stijgen door een groei van de wereldbevolking en de mondiale welvaart. Tegelijkertijd schieten de inspanningen tekort om het aanbod van duurzame energie serieus te vergroten.
(Om onderstaande twee tabellen vergelijkbaar te maken is rechts de kolom van 2004 ook omgerekend naar miljoenen vaten per dag: een ton petroleum (soortelijk gewicht 0,8) per jaar = 0,02154 vat per dag: )
| Productie vloeibare brandstoffen | Productie vloeibare brandstoffen | Productie vloeibare brandstoffen |
| -------------------------------- | -------------------------------- | -------------------------------- |
| land                             | 2005 (gemeten)                   | 2012 (schatting)                 |
|                                  | miljoenen vaten per dag          |                                  |
| Saoedi-Arabië                    | 11,1                             | 11,4                             |
| Rusland                          | 9,5                              | 10,3                             |
| V.S.                             | 8,3                              | 9,8                              |
| Iran                             | 4,2                              | 4,2                              |
| China                            | 3,9                              | 4,1                              |
| Canada                           | 3,1                              | 3,9                              |
| Verenigde Arabische Emiraten     | 2,8                              | 3,1                              |
| Mexico                           | 3,8                              | 2,7                              |
| Koeweit                          | 2,7                              | 2,7                              |
| Nigeria                          | 2,6                              | 2,7                              |
| Irak                             | 1,9                              | 2,7                              |
| Venezuela                        | 2,8                              | 2,4                              |
| overige landen                   | 27,9                             | 29,9                             |
| Totaal                           | 84,6                             | 89,9                             |

| Olieverbruik naar land (bron BP 2005) | Olieverbruik naar land (bron BP 2005) | Olieverbruik naar land (bron BP 2005) | Olieverbruik naar land (bron BP 2005) | Olieverbruik naar land (bron BP 2005) | Olieverbruik naar land (bron BP 2005) |
| ------------------------------------- | ------------------------------------- | ------------------------------------- | ------------------------------------- | ------------------------------------- | ------------------------------------- |
|                                       | Land                                  | 1990                                  | 2000                                  | 2004                                  | 2004                                  |
|                                       |                                       | miljoen ton per jaar                  | miljoen ton per jaar                  | miljoen ton per jaar                  | mln. vaten p. dag                     |
| 1                                     | Verenigde Staten                      | 779,0                                 | 887,8                                 | 927,3                                 | 20,0                                  |
| 2                                     | China                                 | 116,6                                 | 219,8                                 | 308,6                                 | 6,7                                   |
| 3                                     | Japan                                 | 247,7                                 | 255,0                                 | 250,5                                 | 5,4                                   |
| 4                                     | Rusland                               | 198,8                                 | 123,5                                 | 131,8                                 | 2,8                                   |
| 5                                     | Duitsland                             | 125,6                                 | 129,4                                 | 123,2                                 | 2,7                                   |
| 6                                     | India                                 | 57,9                                  | 98,0                                  | 115,3                                 | 2,5                                   |
| 7                                     | Brazilië                              | 58,4                                  | 100,1                                 | 101,7                                 | 2,2                                   |
| 8                                     | Canada                                | 78,4                                  | 93,0                                  | 100,1                                 | 2,2                                   |
| 9                                     | Zuid-Korea                            | 49,5                                  | 99,3                                  | 99,1                                  | 2,1                                   |
| 10                                    | Frankrijk                             | 89,4                                  | 95,2                                  | 95,2                                  | 2,1                                   |
|                                       | overige landen                        | 1328,9                                | 1438,1                                | 1527,3                                | 32,7                                  |
|                                       | Wereld                                | 3130,2                                | 3539,2                                | 3780,1                                | 81,4                                  |

### Mogelijke uitputting van de voorraden
De wereldvoorraad aardolie neemt elke dag af met 85 miljoen vaten. Dat zijn 1000 vaten per seconde. De voorraad aardolie zou dan eindig zijn. De vraag is wanneer het moment komt dat wereldwijd de maximale olieproductie bereikt is (de zogenaamde Hubbert Peak, ook wel Peak Oil genoemd) waarna die olieproductie afneemt. Instituten als het Internationaal Energie Agentschap baseren hun schattingen op onder andere de cijfers van de olieproducenten zelf en voorspellen Peak Oil rond 2030. Peak oil is in de loop van de tijd verschoven omdat nieuwe typen olievoorkomens economisch winbaar werden. Daarnaast is er een andere (sterk bekritiseerde) zienswijze, deels gebaseerd op onderzoek van Thomas Gold, die er vanuit ging dat aardolie geen fossiele brandstof is. Het betreft de theorie omtrent abiotische olie die er vanuit gaat dat deze is ontstaan is door niet-biologische processen, bij hoge temperaturen, diep in de kern van de aarde.

### Alternatieven voor aardolie

#### Synthetische olie
Vanwege de stijgende prijs en om de naderende schaarste in aardolie op te vangen zal de productie van synthetische olie mogelijk een steeds grotere rol gaan spelen. Synthetische olie kan geproduceerd worden uit alternatieve fossiele energiebronnen zoals gas, steenkool, bruinkool en teerzanden. Als voordeel van dit type olie wordt genoemd dat de nu op olie draaiende industrieën in de toekomst niet hoeven over te stappen op andere energiebronnen. Verwacht wordt dat met de stijgende prijs van aardolie de productie van synthetische olie commercieel haalbaar zal worden. Verder blijkt uit onderzoeken dat er waarschijnlijk nog genoeg gas of steenkool is voor de productie van synthetische olie voor ten minste tweehonderd jaar. Dit is de reden waarom China zoveel investeert in dit type olie.

#### Duurzame energie
Duurzame energiebronnen zoals zonne-energie, windenergie, geothermische energie en bio-energie dragen niet of minder bij aan de koolstofdioxide-uitstoot die ontstaat bij de verbranding van aardolieproducten, en dragen daarom minder bij aan de opwarming van de Aarde.

#### Kernenergie
Ook bij kernenergie komt geen koolstofdioxide vrij. Veel onderzoekers gaan ervan uit dat op de lange termijn kernfusie gecombineerd met deze alternatieve energiebronnen de rol van energieleverancier voor de wereldeconomie van fossiele brandstoffen zal kunnen overnemen.

## Producten
Aardolie kan door raffineren en kraken omgezet worden in allerlei brandstoffen en grondstoffen. Bij lage temperatuur en druk kunnen er vluchtige stoffen als benzine of nafta uit gedestilleerd worden. Na diverse destillatiestappen, bij oplopende temperatuur en druk, blijft bitumen over dat onder andere als grondstof voor asfalt dient. Zeer veel organische verbindingen waaronder de meeste synthetische polymeren worden uit aardolie gemaakt. Een aantal belangrijke organische verbindingen zijn ook te maken uit plantaardige olien en vetten, zie hiervoor bij oleochemie.